# Hubert Parry
Pour les articles homonymes, voir Parry.
Charles Hubert Hastings Parry (Bournemouth, 27 février 1848 – Rustington, 7 octobre 1918), 1er baronnet, est un compositeur anglais, connu principalement pour le cantique Jerusalem qu'il a composé sur le poème And did those feet in ancient time de William Blake.

## Biographie
Il fait ses études à Oxford, Stuttgart et Londres. En 1883, il devient chef des chœurs de l'Université d'Oxford, puis dirige le Royal College of Music (1894). Il succède à Stainer comme professeur de musique de 1900 à 1908. C'est une personnalité influente de la vie musicale anglaise du début du XXe siècle.
Il est anobli en 1898. Sa fille, Gwendoline Maud, épouse en 1899 le baryton Harry Plunket Greene.

## Œuvre
Hubert Parry laisse environ 200 œuvres musicales.

### Musique de chambre
- Nonet, si bémol majeur (1877)
- 2 sonates pour piano (1877 et 1878)
- Grand Duo pour 2 pianos (1877)
- Quatuor avec piano, la bémol majeur (1879)
- Characteristic Popular Tunes of the British Isles, pour piano à 4 mains
- 3 trios avec piano (1879-1884)
- Sonate pour violoncelle, la majeur (1880)
- Quintette à cordes, mi bémol majeur (1884; rev. 1896/1902)

### Orchestre
- Concerto pour piano en fa  majeur, 1878-1879
- Symphonie no 1 en sol majeur, 1878-1882
- Symphonie no 2 dite « Cambridge » ou « l'Université » en fa majeur, 1883
- Symphonie no 3 dite « l'Anglaise » en ut majeur, 1889
- Symphonie no 4 en mi mineur, 1889
- Symphonie n°5 dite « Fantaisie symphonique » en si mineur, 1912
- An English suite, pour orchestre à cordes (1921)

### Vocale
- mélodies, chœurs, cantates, motets, odes, oratorios